# 塚本雄大
塚本 雄大（つかもと ゆうだい、1998年10月18日 - 2024年3月24日）は、高知競馬場に所属していた元騎手。金沢競馬所属騎手の甲賀弘隆は実兄、岩手競馬所属騎手の塚本涼人、愛知所属騎手の塚本征吾は実弟。

## 人物
静岡県生。2016年、高知競馬場・目迫大輔厩舎から騎手としてデビュー。同年4月9日デビュー戦、6月4日初勝利。その後も地方競馬318勝、中央競馬では2着・3着それぞれ1回記録し、高知競馬のホープとして将来を嘱望されていた。
2024年3月24日、高知競馬第10競走でコスモシーウルフに騎乗。しかし日中からの大雨の影響による、ダートコース不良馬場の中で足を取られバランスを崩し、他の出走馬と関係なく躓いて第3コーナー付近で落馬。この段階で意識不明の状態だった。
レース後ただちに高知市内の病院に運ばれ、治療・手術を施すも同日中に死去した。25歳没。高知競馬では競走中における初の殉職事故となった。